# Spartak Miszulin
Spartak Wasiljewicz Miszulin, ros. Спартак Васильевич Мишулин (ur. 22 października 1926 w Moskwie, zm. 17 lipca 2005 tamże) – radziecki aktor, Ludowy Artysta ZSRR. Najbardziej znany z roli Sajida z filmu Białe słońce pustyni z 1969 roku.
Zmarł 17 lipca 2005 roku w Moskwie po operacji serca, w wieku 78 lat. Pochowany został na cmentarzu Wagańkowskim.

## Wybrana filmografia

### filmy fabularne
- 1969: Białe słońce pustyni jako Sajid
- 1971: Hallo, Warszawa! jako reżyser Kaszkin
- 1974: Auto, skrzypce i pies Kleks jako muzyk bez instrumentów, taksówkarz
- 1987: Człowiek z bulwaru Kapucynów jako wódz Komanczów
- 1990: Prywatny detektyw, czyli operacja „Kooperacja” jako Georgij Michajłowicz
- 1992: Na Deribasowskiej ładna pogoda, ale pada na Brighton Beach jako eunuch
- 2001: Bremenskie muzykanty jako detektyw
- 2005: Nocna zmiana jako klient

### filmy animowane
- 1982: Alicja po drugiej stronie lustra
- 1988: Łatwowierny smok